# Movimenti femministi e ideologie
Nel corso del tempo si sono sviluppati diversi movimenti di ideologia femminista. Essi variano in obiettivi, strategie e affiliazioni; spesso si sovrappongono ed alcune militanti s'identificano con diversi rami del pensiero femminista.

## Movimenti e ideologie

### Corrente principale femminista
Il femminismo "Mainstream" è un termine ombrello assai ampio utilizzato per indicare quei movimenti femministi che non rientrano nei campi socialisti o radicali. Questa corrente principale si è tradizionalmente concentrata sulla riforma politica e legislativa e ritrova le proprie radici nella prima ondata femminista e nel femminismo liberale storico inscritto nella borghesia del XIX e dell'inizio del XX secolo.
Il termine è ai giorni nostri utilizzato spesso in riferimento ai movimenti maggiormente rappresentativi dello spettro politico tra cui il centro, il centro-sinistra e il centro-destra ed i quali sostengono delle posizioni politiche più o meno moderate, spesso in contrasto con il femminismo radicale e altre forme femministe troppo esplicitamente di sinistra.
Il "femminismo mainstream" si sovrappone al moderno femminismo liberale, anche se esso è un termine più ampio ed inclusivo. Esso tende ad esempio maggiormente ad accogliere gli uomini rispetto al femminismo radicale e spesso si concentra su questioni meno controverse nel mondo occidentale, come la partecipazione politica femminile o l'istruzione femminile. A volte queste femministe vengono criticate dalle radicali per il loro essere parte di "un sistema di patriarcato.
Tuttavia le principali tappe della lotta femminista, come il diritto di voto e il diritto all'istruzione, si sono attuate principalmente a seguito del lavoro della corrente principale del movimento femminista, che ha sempre sottolineato l'importanza della costruzione di un ampio sostegno alle cause femministe sia tra le donne che tra gli uomini.

### Femminismo ambientalista
L'ecofemminismo lega l'ecologia al femminismo. Le ecofemministe vedono la dominazione delle donne allo stesso modo del dominio sull'ambiente naturale prodotto dall'ideologia maschile. I sistemi patriarcali occidentali, dove gli uomini posseggono e controllano la terra, sono considerati allo stesso modo responsabili dell'oppressione delle donne e della distruzione dell'ambiente. Le ecofemministe sostengono che gli uomini al potere controllano la terra e quindi sono anche in grado di sfruttarla per il proprio profitto e successo economico.
In questa situazione l'ecofemminismo considerano le donne potenzialmente sfruttate dagli uomini per il proprio profitto, realizzazione materiale e piacere. In quest'ordine di idee l'ecofemminismo dichiara che le donne e l'ambiente vengono entrambi sfruttati come pegni passivi nella corsa al dominio globale; le persone al potere sono in grado di fruttarli in maniera distinta proprio in quanto vengono visti entrambi come passivi e di fatto impotenti.
L'ecofemminismo collega lo sfruttamento e il dominio delle donne con quello dell'ambiente. Come un modo per riparare le ingiustizie sociali ed ecologiche, le ecofemministe asseriscono che le donne hanno il compito di lavorare per creare un ambiente sano e per porre fine alla distruzione delle terre (vedi ambientalismo), a cui la maggior parte delle donne nel mondo ancora si affidano per fornire il necessario sostentamento alle proprie famiglie.
L'ecofemminismo argomenta che esiste una connessione tra donne e natura la quale deriva dalla loro storia condivisa di oppressione da parte di una società occidentale patriarcale. L'indiana Vandana Shiva afferma che le donne posseggono una connessione speciale con l'ambiente e ciò attraverso le loro interazioni quotidiane con esso, cosa che è stata però sempre ignorata. Ella dice che "le donne nell'economia di sussistenza, che producono e riproducono ricchezza in partenariato con la natura, sono esperte nella conoscenza dell'olismo e dell'ecologia dei processi naturali. Ma questi modi alternativi di conoscenza orientati ai benefici sociali e al sostentamento non sono riconosciuti dal paradigma riduzionista del capitalismo e ciò perché non riesce a percepire l'interconnessione della natura. o il collegamento delle vite, del lavoro e della conoscenza delle donne con la creazione di ricchezza".
Tuttavia la femminista statunitense specializzata in ecologia sociale Janet Biehl ha criticato l'ecofemminismo per essersi concentrato troppo su un presunto legame mistico tra le donne e la natura e non sufficientemente sull'effettiva condizione femminile.

### Femminismo anarchico
L'anarco-femminismo unisce l'anarchismo al femminismo. Generalmente esso vede il sistema sociale patriarcale come la manifestazione di una gerarchia involontaria. Le femministe anarchiche ritengono che la lotta contro l'ordinamento patriarcale sia una parte essenziale della lotta di classe e della lotta anarchica contro lo Stato.
In sostanza questa filosofia vede la lotta anarchica come componente necessaria della lotta femminista e viceversa. Come dice la teorica canadese L. Susan Brown "poiché l'anarchismo è una filosofia politica che si oppone a tutti i rapporti di potere, è in se stesso femminista".
Importanti leader storici dell'anarco-femminismo includono la statunitense di origini russe Emma Goldman, la spagnola Federica Montseny, la statunitense Voltairine de Cleyre, la brasiliana Maria Lacerda de Moura e l'afroamericana Lucy Parsons. Durante la guerra civile spagnola un gruppo anarco-femminista denominato Mujeres Libres, collegato alla Federazione anarchica iberica, venne organizzato per difendere le idee anarchiche e femministe.
Le scrittrici teoriche contemporanee anarco-femministe includono Germaine Greer, la succitata L. Susan Brown e l'esponente dell'ecofemminismo Starhawk. I gruppi contemporanei di anarchia-femminista comprendono il collettivo brasiliano "Mujeres Creando", lo statunitense "Radical cheerleading", lo spagnolo "Eskalera Karakola" (che pratica l'Invasione di terreni o edifici) e la conferenza annuale "La Rivolta! " di Boston.

### Femminismo culturale
Il femminismo culturale è l'ideologia che assume una "natura o essenza femminile" la quale tenta di valorizzare ciò che è stato invece sempre considerato nell'alveo degli "attributi femminili sottovalutati". Esso sottolinea la differenza tra le donne e gli uomini, ma ritiene che essa sia eminentemente psicologica, pertanto costruita culturalmente e non biologicamente innata.
I suoi critici affermano che, in quanto si basa su una visione prettamente essenzialista delle differenze tra donne e uomini e promuove l'indipendenza e la costruzione istituzionale, esso ha condotto le femministe a ritirarsi dalla politica per rinchiudersi nel cosiddetto "stile di vita". Una di queste critiche, Alice Echols (storica e teorica culturale femminista) affidò al membro del Redstockings Brooke Williams l'introduzione del termine "femminismo culturale" nel 1975 per descrivere la depoliticizzazione del femminismo radicale.

### Femminismo francese
Nel mondo di lingua inglese, il termine "femminismo francese" è usato per descrivere una specifica corrente del femminismo postmoderno attivo in Francia tra gli anni 1970 e 1990.  Il termine fu creato da Alice Jardine e in seguito redefinito dall'academica Toril Moi, includendo specificamente Hélène Cixous, Luce Irigaray e Julia Kristeva.
Si distingue dal femminismo anglofono per un approccio maggiormente filosofico e letterario; i suoi scritti tendono ad essere effusivi e metaforici, meno interessati alla dottrina politica e generalmente concentrati sulle "teorie del corpo". Il termine comprende anche scrittrici che non sono francesi, ma che hanno lavorato sostanzialmente nella Quinta Repubblica francese e all'interno della tradizione della cultura della Francia come ad esempio Julia Kristeva e Bracha L. Ettinger.
Nel corso degli anni settanta le femministe francesi si avvicinavano al femminismo con il concetto di "Écriture féminine". Hélène Cixous sostiene che la scrittura e la filosofia sono fallocentrici ed insieme ad altre femministe come Luce Irigaray sottolinea la "scrittura dal corpo" come un esercizio sovversivo. Il lavoro della psicoanalista e filosofa Kristeva ha influenzato particolarmente le teoria femminista nella sua generalità e la critica letteraria femminista.
A partire dagli anni ottanta l'opera dell'artista e psicoanalista Ettinger ha influenzato la critica letteraria, la storia dell'arte e la teoria della critica cinematografica femminista. Ettinger ha concepito una dimensione femminile-materna chiamata "matrice" la quale lavora per cambiare la definizione del soggetto umano per inclusione nonché sullo spazio, l'oggetto e lo sguardo (in arte) "matriciale" oltre che sull'importanza della dimensione femminile nei campi della psicoanalisi e dell'etica
Tuttavia come ha sottolineato la studiosa Elizabeth Wright "nessuna di queste femministe francesi si allinea al movimento femminista quale appariva e si espandeva nel mondo anglofono".

### Femminismo italiano
In Italia negli anni '70 uno dei gruppi fondamentali per teoria e prassi è "Rivolta Femminile", che nasce e cresce intorno a Carla Lonzi.

### Femminismo liberale
Il femminismo liberale afferma l'uguaglianza degli uomini e delle donne attraverso la riforma politica e legislativa. Tradizionalmente durante il XIX e l'inizio del XX secolo esso aveva lo stesso significato di "femminismo borghese" o "Mainstream". Le femministe liberali hanno cercato di abolire le politiche, le leggi e le altre forme di discriminazione contro le donne per consentire loro le stesse opportunità degli uomini, cercando di modificare la struttura sociale per garantire le parità di trattamento.
Più di recente il femminismo liberale ha assunto inoltre un significato più stretto che sottolinea la capacità delle donne di mostrare e mantenere la loro uguaglianza attraverso le proprie azioni e scelte; in questo senso il femminismo liberale utilizza le interazioni personali tra uomini e donne come luogo da cui trasformare la società. Quest'uso del termine è diverso dal suo senso e significato storico, che ha sottolineato le riforme politiche e legali ed ha ritenuto che le azioni e le scelte delle donne da sole non erano sufficienti per portare avanti l'uguaglianza di genere.
Le questioni maggiormente importanti per le contemporanee femministe liberali i diritti riproduttivi e il libero accesso all'aborto, le molestie sessuali, il suffragio femminile e l'istruzione femminile, la parità di retribuzione per lavoro uguale svolto, l'assistenza sanitaria a prezzi accessibili ed infine la lotta contro la violenza sessuale e domestica e in generale la violenza contro le donne.

### Femminismo libertario
Secondo la Stanford Encyclopedia of Philosophy il femminismo classico liberale o libertarianismo concepisce la libertà come "libera da ogni interferenza coercitiva" e riconosce che uomini e donne hanno diritto a tale libertà a causa del loro status di "proprietari di se stessi" (Self-ownership).
Ci sono diverse categorie sotto la teoria del femminismo libertario o tipi di femminismo che sono legati alle ideologie libertarie. L'anarco-femminismo combina credenze femministe e anarchiche le quali incarnano più il libertarianismo classico piuttosto che quello del Minarchismo contemporaneo. L'autrice canadese Wendy McElroy ha definito una posizione denominata "femminismo individualista", che combina il femminismo con l'anarco-capitalismo il minarchismo e affermando che una posizione pro-capitalista e anti-statalismo è compatibile con l'accento sull'uguaglianza dei diritti e l'empowerment delle donne.
Il femminismo dell'anarco-individualismo è cresciuto all'interno del movimento anarco-individualista statunitense.
Il femminismo individualista è nella sua generalità definito come un femminismo in opposizione a quello che scrittrici come McElroy e Christina Hoff Sommers
definiscono il femminismo politico o "gender feminism". Tuttavia permangono alcune differenze nella discussione del femminismo individualista; mentre alcune come McElroy si oppongono all'interferenza governativa nelle scelte che le donne fanno con i loro corpi, poiché tali interferenze creano una gerarchia coercitiva di fatto essenziata di patriarcato, altre come Hoff Sommers sostengono invece che il ruolo politico femminista sia quello che assicurare semplicemente che tutti siano in grado di contrastare l'interferenza coercitiva.
Sommers viene descritta come "femminista egualitaria del conservatorismo sociale" dalla Stanford Encyclopedia of Philosophy. I suoi critici l'hanno invece inserita nella schiera dell'antifemminismo.

### Femminismo materialista
Il femminismo materialista è un corrente del femminismo radicale, sviluppato principalmente in Francia intorno alla rivista Questions féministes. Il femminismo materialista utilizza il vocabolario concettuale del marxismo ma opera una critica dell'ortodossia marxista. Le sue principali esponenti sono Christine Delphy, Monique Wittig, Colette Guillaumin Nicole-Claude Mathieu e Paola Tabet.
Per questa corrente profondamente anti-essenzialista, l'origine del patriarcato non deve innanzitutto essere ricercata in nessuna natura specifica della donna, sia essa biologica o psicologica, ma nell'organizzazione della società. Le femministe materialiste si sono quindi concentrate sull'analisi delle "relazioni sessuali" (cioè il genere) come una relazione tra classi sociali antagoniste (la classe degli uomini e la classe delle donne), e non tra gruppi biologici. La prospettiva politica che ne deriva è dunque rivoluzionaria, perché la lotta delle classi di sesso deve portare alla scomparsa di queste classi e quindi del genere.
Per Christine Delphy, l'oppressione patriarcale si basa principalmente sull'estorsione del lavoro domestico delle donne da parte degli uomini all'interno della casa. Questo è sfruttamento nel senso marxista del termine: appropriazione della forza lavoro del subordinato da parte del dominante. Esiste quindi un modo di produzione patriarcale distinto dal modo di produzione capitalista, anche se i due sono intrecciati nelle società contemporanee. Le funzioni subalterne dell'apparato di produzione capitalista sono infatti occupate preferibilmente dalle donne.
Per Colette Guillaumin, le relazioni di genere vanno oltre il semplice sfruttamento della forza lavoro, si basano sull'appropriazione fisica del corpo delle donne da parte degli uomini. In questo senso, la situazione delle donne è più vicina a quella della gleba e dello schiavo che a quella del proletariato. In riferimento alla servitù della gleba e alla schiavitù, chiama quindi questo sistema sexage.
Sulla base della premessa delle analisi di Delphy e Guillaumin, Monique Wittig definisce le lesbiche come disertori della loro classe sessuale, nello stesso modo in cui lo erano gli schiavi cimarroni sfuggendo alla schiavitù. Conclude che le lesbiche non sono donne e che la liberazione delle donne può essere raggiunta solo attraverso la distruzione dell'eterosessualità come sistema sociale che produce il corpo di dottrine sulla differenza di genere che giustifica la loro oppressione.
Per Paola Tabet, la base materiale dell'oppressione femminile si trova nell'esclusione delle donne da strumenti e armi complesse. Tabet sviluppa il concetto di scambio economico-sessuale: in un contesto di dominazione maschile, i rapporti sessuali sono asimmetrici. Le donne scambiano rapporti sessuali non contro sesso ma contro un pagamento (principalmente economico ma anche in capitale simbolico o sociale). In questo contesto, prostituzione è il nome dato agli scambi economico-sessuali considerati illegitimi.

### Femminismo multirazziale
Il femminismo multirazziale offre una teoria dal punto di vista e dall'analisi delle vite e delle esperienze delle donne nere. La teoria è emersa nel corso degli anni novanta ed è stata sviluppata da Maxine Baca Zinn, di origini messicano-statunitensi, e da Bonnie Thornton Dill, esperta di sociologia sulle donne e la famiglia degli afroamericani.
Anche se spesso del tutto ignorati dalla storia della seconda ondata femminista, le femministe multirazziali si stavano organizzando contemporaneamente alle femministe bianche. Durante la "seconda ondata" la quale si estende dalla fine degli anni sessanta fino ai primi anni novanta le femministe multirazziali non solo lavorarono insieme ad altre donne nere e alle femministe bianche, ma si organizzarono anche fuori dagli spazi esclusivamente femminili. Negli anni settanta le donne di colore lavoravano principalmente su tre fronti; lavorando con gruppi femministi dominati da bianchi, formando gruppi di donne nelle organizzazioni miste esistenti ed infine formando organizzazioni femministe nere, latine, native americane a asiatiche.
La prospettiva del femminismo multirazziale cerca di superare un semplice riconoscimento della diversità e della differenza tra le donne, esaminare le strutture di dominio - in particolare l'importanza della distinzione razziale - per comprendere la costruzione sociale del genere.

### Femminismo nero e "womanismo"
Il femminismo nero sostiene che il sessismo, l'oppressione di classe e il razzismo sono inestricabilmente correlati tra loro. Esso afferma che le forme di femminismo che si sforzano di superare il sessismo e l'oppressione classista ma che lasciano da parte il razzismo possono giungere a discriminare molte persone, comprese le donne, attraverso il pregiudizio razziale. "The National Black Feminist Organization" (NBFO) è stata fondata nel 1973 da Florynce Kennedy, Margaret Sloan Hunter e Doris Wright e, secondo quest'ultima, "più di ogni altra organizzazione del XX secolo questa ha lanciato un assalto frontale contro il sessismo e il razzismo".
L'NBFO ha anche contribuito ad ispirare la fondazione del Combahee River Collective bostoniano nel 1974, che nel corso del decennio non solo ha diretto il percorso in direzione di un'attività militante antirazzista, ma ha anche fornito un progetto per il femminismo afroamericano il quale prosegue la sua opera ancora dopo un quarto di secolo.
Il membro di "Combahee" Barbara Smith afferma che la definizione di femminismo che rimane ancor oggi come modello è: "il femminismo è la teoria e la pratica politica volta a liberare tutte le donne; quelle di colore, le appartenenti alla classe lavoratrice, le più povere, contestando e mettendo in discussione anche fisicamente le donne se ciò risulta necessario, le lesbiche, le anziane, così come le donne eterosessuali bianche privilegiate dal punto di vista economico. Tutto ciò che è meno di questo non è femminismo, ma solo un'auto-esposizione femminile".
Il "Combahee River Collective" sostenne nel 1974 che la liberazione delle donne nere comporta la libertà di tutte le persone, operando per porre termine al razzismo, al sessismo e all'oppressione classista. Una delle teorie che si è evoluta all'interno di questo movimento è quella del "womanismo" di Alice Walker; esso è emerso dopo che i primi movimenti femministi, guidati specificamente da donne bianche, erano soprattutto movimenti di bianchi americani di ceto medio ed avevano nella generalità dei casi ignorato l'oppressione basata sul razzismo e il classismo. Walker ed altre "womaniste" hanno sottolineato il fatto che le donne nere avevano una differente e più intensa sorta di oppressione rispetto a quella delle donne bianche.
Angela Davis è stata una delle prime persone che ha articolato un argomento centrato sull'intersezionalità di "razza", genere e classe sociale nel suo libro del 1981 intitolato Women, Race, and Class. Kimberlé Williams Crenshaw, un'eminente teorica femminista nonché critica della "teoria della razza", ha ideato il termine "intersezione" alla fine degli anni ottanta come parte del suo lavoro sul diritto anti-discriminazione, descrivendo particolareggiatamente gli effetti della "discriminazione composita" esistente contro le donne nere.

### Femminismo New Age
Il femminismo della New Age è emerso nel XXI secolo come una continuazione e una risposta alla seconda ondata femminista e alla terza ondata femminista. Esso sfida le definizioni tradizionali della femminilità e abbraccia un cambiamento di tempi, incorporando elementi dell'etnia, del "girl's power", del femminismo individualista, del femminismo sessual-positivo e del femminismo postmoderno.
Nel femminismo New Age una donna (o un uomo) abbraccia le qualità presenti in lui o lei che sono state culturalmente definite "femminili" e questo senza alcuna vergogna, mentre ancora combattono contro le discriminazioni di genere nei luoghi di lavoro e n altre sfaccettature della società del XXI secolo. Questo movimento nasce in risposta ad una cultura che afferma contemporaneamente di abbracciare l'uguaglianza di genere e allo stesso stempo svaluta seriamente la femminilità.
A differenza delle femministe della seconda e della terza ondata una femminista New Age non richiede che le donne vengano trattate come un uomo, ma bensì che le peculiari differenze tra uomini e donne vengano riconosciute, comprese e inserite nel tessuto sociale anche se tali differenze vengono trattate con equità. Per un tale motivo non nega la sua biologia femminile (fisica, ormonale o psicologica) e richiede di essere accolta mentre contemporaneamente non consente di giustificare l'oppressione.
Sostiene gli studi scientifici sulle differenze biologicamente influenzate tra coloro che hanno corpi maschili e femminili e accetta che i tratti culturalmente definiti come femminili (articolazione emotiva) sino radicati nella biologia, ma non destinati per questo a essere presi nella rete da qualsiasi tipo di ideologia né pro né antifemminista.
Le femministe New Age non hanno timore ad avere figli o a sposarsi, sempre che lo desiderino, né sentono vergogna per aver scelto di non farlo. Una femminista New Age sa che esiste possibilità di gioia e realizzazione sia nel campo lavorativo sia nell'ambiente familiare, sentendosi a proprio agio in entrambi; non è alla ricerca di un trattamento speciale o puramente uguale nell'esteriorità dei fatti. Cerca altresì un trattamento equo, il rispetto sui luoghi di lavoro e le pari opportunità. Protegge i diritti delle donne lavoratrici in maternità, appoggiando il congedo parentale e l'assistenza pubblica; presta infine il proprio sostegno ai "lavoratori del sesso" e alla Pole dance tramite le campagne "Free the Nipple" e le manifestazioni SlutWalk, nonché ai movimenti anti-molestie e contro quelli che vorrebbero colpevolizzare le vittime. Denuncia lo sfruttamento sessuale, ma crede anche al diritto di una donna (o di un uomo) di esplorare o di essere potenziata dalla propria sessualità femminile.
La maggior parte delle femministe non odia gli uomini e molte femministe New Age possono avere ad un certo punto della loro vita un'identificazione con gli uomini, mantenendo con essi rapporti stretti di amicizia o di amore. Non rifiutano neppure alcune pratiche maschili come il "senso cavalleresco" o la "dominanza sessuale" fintanto che viene eseguita consensualmente.
Esempi di femministe New Age sono Lady Gaga e Beyoncé.

### Femminismo postcoloniale
Il femminismo postcoloniale, talvolta conosciuto anche come femminismo del Terzo Mondo, si basa in parte sugli studi postcoloniali, che trattano delle esperienze subite durante il colonialismo tra cui la migrazione, la schiavitù, la repressione, la resistenza, la rappresentazione, la differenza, la "razza", il sesso, la localizzazione e le risposte relative agli influenti discorsi imperialistici eurocentrici.
Il femminismo postcoloniale si concentra sul razzismo, sulle questioni dei gruppi etnici e sugli effetti economici, politici e culturali del colonialismo, inestricabilmente connessi alle realtà uniche di genere non bianche e non occidentali. Vede i paralleli tra le nazioni recentemente decolonizzate e lo status giuridico-sociale delle donne all'interno del patriarcato; sia il postcolonialismo che il femminismo postcoloniale assumono la prospettiva di un sottogruppo socialmente emarginato nel loro rapporto con la cultura dominante.
Le femministe della civiltà occidentale universalizzano le questioni femminili escludendo la classe sociale e l'identità etnica, rafforzando in certi casi l'omofobia e ignorando l'attività e le voci delle donne non occidentali e non bianche con un'applicazione del tema esotico dell'orientalismo. Alcune femministe postcoloniali criticano il femminismo radicale e il femminismo liberale ed alcun, come Chandra Talpade Mohanty, criticano il femminismo occidentale per il suo essere essenzialmente basato sull'etnocentrismo. Anche le femministe nere come Angela Davis e Alice Walker condividono questa stessa visione.
Un'altra critica delle prospettive occidentali è l'indiana Sarojini Sahoo. Le femministe postcoloniali possono esser descritte come femministe che hanno reagito contro entrambe le tendenze universalizzanti presenti nel pensiero femminista occidentale oltre che per una mancanza di attenzione ai problemi di genere presente nella corrente mainstream del postcolonialismo.
Il colonialismo ha anche una storia di genere. Le potenze coloniali spesso imposero norme occidentali sulle regioni colonizzate. Le femministe postcoloniali sostengono che le culture colpite dal colonialismo sono di fatto molto diverse tra loro e devono essere trattate come tali. Negli anni quaranta e cinquanta le vecchie colonia sono state monitorate dall'occidente per favorire quello che è stato considerato un "progreso sociale"; da allora la condizione femminile nei paesi in via di sviluppo è stato controllao da varie organizzazioni internazionali. Le pratiche tradizionali e il ruolo di genere, talvolta considerati come "disgustosi" rispetto agli standard occidentali, potrebbero essere considerati una forma di ribellione contro l'oppressione coloniale.
Tale oppresione può condurre alla glorificazione della cultura precoloniale il che, in culture con tradizioni di stratificazione di potere lungo i confini di genere, potrebbe significare il rifiuto di affrontare questioni di disuguaglianza di genere. Le femministe postcoloniali oggi lottano per combattere l'oppressione di genere nei propri modelli culturali della società piuttosto che accettare quelli imposti dai colonizzatori occidentali.
Il femminismo postcoloniale è strettamente correlato al femminismo transnazionale. Il primo ha forti sovrapposizioni e legami con il femminismo nero poiché entrambi rispondono al razzismo e cercano il riconoscimento da parte degli uomini all'interno delle loro culture e da parte delle femministe occidentali.

### Femminismo postmoderno
Il femminismo postmoderno è un approccio alla teoria femminista che incorpora la filosofia postmoderna e il post-strutturalismo. Judith Butler sostiene che il sesso e non solo il genere, è costruito attraverso il discorso.
Nel suo libro del 1990 Gender Trouble: Feminism and the Subversion of Identity affronta e critica l'opera di Simone de Beauvoir, Michel Foucault e Jacques Lacan; Butler critica la distinzione accolta dai femminismi precedenti tra il sesso biologico e il genere sociale costruito. Ella afferma che la distinzione tra sesso e genere non consente una critica sufficiente dell'essenzialismo; per Butler la categoria "Donna" è discutibile, complicata com'è dalla classe sociale, dal gruppo etnico, dall'orientamento sessuale e da altri aspetti dell'identità. Afferma che il genere è una costruzione sociale, giungendo alla conclusione che non esiste una sola causa per la subordinazione delle donne e nessun approccio unico per affrontare la questione.
Il manifesto della Teoria cyborg di Donna Haraway critica le nozioni tradizionali del femminismo, in particolare l'enfasi posta sull'identità piuttosto che sull'affinità. Utilizza la metafora del Cyborg per costruire un femminismo postmoderno che si muova oltre il dualismo e le limitazioni di genere, contro cioè tutto il femminismo e la politica tradizionali.
Il cyborg di Haraway è il tentativo di allontanarsi dalle narrazioni edipiche e dai miti di origine cristiana come il Libro della Genesi. Scrive che "il cyborg non sogna comunità sul modello della famiglia organica, ma questa volta senza alcun "mito di Edipo". Il cyborg non riconosce il Giardino dell'Eden, non è fatto di fango e non può sognare di tornare in polvere".
Un ramo importante nel pensiero femminista postmoderno è emerso dal contemporaneo femminismo francese psicoanalitico. Altre opere femministe postmoderne evidenziano i ruoli di genere stereotipati, solo per descriverli come parodie delle credenze originali. La storia del femminismo non è importante in questi scritti, bensì solo ciò che verrà fatto in proposito. La storia viene licenziata e usata per descrivere le credenze passate assurde e ridicole. La teoria femminista moderna è stata ampiamente criticata per essere prevalentemente, anche se non esclusivamente, associata al mondo accademico occidentale del ceto medio. Mary Joe Frug, una femminista postmoderna, ha criticato il femminismo Mainstream come troppo concentrato su di sé e disattento alle questioni correlate alla razza e alla classe.

### Femminismo poststrutturalista
Il femminismo poststrutturalista, a volte assimilato al "femminismo francese", utilizza le intuizioni di vari movimenti riferentesi all'epistemologia, tra cui la psicoanalisi, la linguistica, la teoria politica (del marxismo e del postmarxismo), la teoria razziale, letteraria e altre correnti intellettuali concernenti le preoccupazioni femministe maggioritarie.
Molte femministe poststrutturaliste sostengono che la differenza è uno degli elementi più potenti che le donne possiedono nella loro lotta contro la dominazione patriarcale e che interpretare il movimento femminista solo con l'uguaglianza significa negare alle donne tutta una pletora di opzioni, in quanto l'uguaglianza è ancora definita dalla prospettiva patriarcale o della mascolinità.

### Femminismo radicale
Il femminismo radicale considera la gerarchia capitalista controllata dai maschi, che descrive come intessuta di sessismo, quale caratteristica definente l'oppressione femminile. Le femministe radicali ritengono che le donne possano liberarsi solo quando abbiano eliminato ciò che considerano un sistema patriarcale intrinsecamente opprimente e dominante. Il femminismo radicale ritiene inoltre che esiste un'autorità maschile ed una struttura di potere la quale è responsabile dell'oppresione e della disuguaglianza e che fintanto che il sistema e i suoi valori sono in atto la società nel suo complesso non potrà mai essere riformata in maniera significativa. Alcune femministe radicali non vedono alternative tranne la totale ricostruzione sociale per poter raggiungere i propri obiettivi.
Nel corso del tempo sono emersi diversi sottotipi di femminismo radicale, come il femminismo culturale, il femminismo materialista, il separatismo femminista, quello anti-pornografia; quest'ultimo in opposizione al femminismo sessual-positivo.

### Femminismo separatista e lesbico
Il separatismo femminista è una forma di femminismo radicale che non supporta le relazioni eterosessuali; il movimento lesbico vi è quindi strettamente connesso. Le sostenitrici del separatismo femminista sostengono che le disparità sessuali tra uomini e donne sono irrisolvibili; esse ritengono generalmente che gli uomini non possano contribuire positivamente al movimento femminista e che anche gli uomini maggiormente ben intenzionati non facciano altro che replicare la dinamica patriarcale.
L'autrice statunitense Marilyn Frye descrive il femminismo separatista come "separazione di vari tipi o modalità dagli uomini e dalle istituzioni, dalle relazioni, dai ruoli e dalle attività che vengono definite come primariamente maschili, dominate cioè da maschi e operanti a beneficio dei maschi per il mantenimento del privilegio maschile. La separazione viene invece avviata e mantenuta - a piacimento - da parte delle donne".

### Femminismo socialista e marxista
Il femminismo socialista collega l'oppressione delle donne alle idee marxiste sullo sfruttamento; le femministe socialiste pensano pertanto la disparità sia nell'ambiente lavorativo che in quello domestico ("sfera separata"). Da questo punto di vista la prostituzione, il lavoro domestico, la custodia dei bambini e finanche il matrimonio vengono intesi come modi in cui le donne vengono sfruttate da un sistema patriarcale che svaluta sistematicamente ed in maniera sostanziale il lavoro femminile. Le femministe socialiste concentrano le loro energie su un cambiamento di grande portata che colpisca la società nel suo insieme, piuttosto che su base individuale. Essi vedono la necessità di lavorare a fianco non solo degli uomini, ma anche di tutti gli altri gruppi minoritari in quanto l'oppressione delle donne è parte di un modello di più vasta portata che colpisce tutti coloro che sono coinvolti nel sistema capitalistico.
Karl Marx riteneva che quando l'oppressione di classe fosse stata superata, anche l'oppressione di genere sarebbe scomparsa; questo è il femminismo marxista. Alcune femministe socialiste, molte di quelle radicali e le esponenti del "Freedom Socialist Party" statunitense indicano gli scritti classici di Marx, Friedrich Engels e August Bebel come una risolutiva spiegazione del legame tra oppressione di genere e sfruttamento di classe.
Per altre però questa visione è ingenua e la maggior parte dell'opera del femminismo socialista è andata verso la separazione dei fenomeni di genere da quelli di classe. Alcuni contributi del femminismo socialista hanno criticato queste idee tradizionali marxiste per essere in gran parte del tutto silenziose sull'argomento dell'oppressione di genere, ad eccezione di inserirle in una più ampia oppressione di classe.
Tra la fine del XIX e l'inizio del XX secolo Clara Zetkin e Eleanor Marx si schierarono contro la demonizzazione degli uomini e sostennero una rivoluzione del proletariato che avrebbe superato il maggior numero di disuguaglianze maschili e femminili. Poiché il loro movimento conteneva già le richieste più radicali sull'uguaglianza di genere la maggior parte delle leader marxiste, tra cui Zetkin e Aleksandra Michajlovna Kollontaj combinarono invece che opporre il marxismo e il femminismo.

### Femminismo Standpoint
A partire dagli anni ottanta le femministe hanno sostenuto che il femminismo dovrebbe esaminare come l'esperienza femminile della disuguaglianza sia relativa a quella del razzismo, dell'omofobia, del classismo e del colonialismo. Alla fine degli anni ottanta e nel corso degli anni novanta le femministe postmoderne sostenevano che il ruolo di genere fosse null'altro che un "costrutto sociale" e che pertanto è impossibile generalizzare le esperienze delle donne attraverso le culture e la storia.

### Femminismo terzomondista
Il femminismo del Terzo Mondo è stato descritto come un gruppo di teorie femministe sviluppate da militanti che hanno acquisito le loro opinioni ed hanno partecipato alla politica femminista nei cosiddetti paesi del Terzo Mondo. Anche se le donne in questi paesi sono state impegnate nel movimento femminista Chandra Talpade Mohanty e Sarojini Sahoo criticano il femminismo occidentale per il motivo ch'esso è etnocentrico e non tiene conto delle esperienze originali delle donne provenienti dai paesi che non appartengono alla civiltà occidentale e neppure sanno dell'esistenza di femminismi inerenti al sapere indigeno. Secondo Mohanty le femministe dei paesi non occidentalizzati sanno che il femminismo classico fonda la sua comprensione delle donne sul razzismo interno, il classismo e l'omofobia.
Questo discorso è fortemente collegato al femminismo africano e a quello postcoloniale. Il suo sviluppo è associato anche al femminismo negro, alla femminilità Negroide ("womanismo"), al "womanismo africano", al "motherismo", allo "stiwanismo", al "negofeminism", al femminismo Chicano e al "femalismo". 

### Transfemminismo
Il transfemminismo è, così come viene definito da Robert Hill "una categoria di femminismo più comunemente noto per l'applicazione degli argomenti transgender a quelli femministi e della teoria femminista al discorso transgender". Hill afferma che il transfemminismo riguarda anche la sua integrazione all'interno della corrente principale del movimento femminista; egli definisce il transfemminismo in questo contesto come una tipologia femminista la quale possiede contenuti specifici che si applicano alle persone transgender e al transessualismo, ma il cui pensiero e la sua teoria sono applicabili anche a tutte le donne.
Il transfemminismo comprende in se stesso molti dei temi principali di altri femminismi delle tre ondate storiche, tra cui la diversità, l'immagine del corpo, l'oppressione, la misoginia e la rappresentanza pubblica femminile. Non si tratta semplicemente di unire le preoccupazioni trans con il femminismo, ma spesso applica analisi e critiche femministe alle questioni sociali che affrontano le donne trans (MtF) e le persone trans più in generale. Il transfemminismo comprende anche un'analisi critica della seconda ondata femminista alla luce della prospettiva introdotta e acquisita dalla terza ondata femminista.
Le voci iniziali del movimento comprendono Kate Bornstein e Sandy Stone, il cui saggio intitolato The Empire Strikes Back è stata una risposta diretta a Janice Raymond. Nel XXI secolo Susan Stryker e Julia Serano hanno contribuito a lavorare nel campo rivendicativo delle donne transessuali.

## Donne e femminismo negli Stati Uniti

### Femminismo asioamericano
La prima ondata di organizzazioni delle donne asioamericane si è formata dalla seconda ondata femminista degli anni sessanta, che a sua volta è stato ispirato dal movimento per i diritti civili degli afroamericani e dall'Opposizione alla guerra del Vietnam. In questo lasso di tempo le donne di origini asiatiche hanno provveduto a dare il loro contributo alle femministe bianche americane, lavorando come sostenitrici dei rifugiati e degli immigrati e producendo eventi che hanno messo in luce la loro diversità culturale e politica, oltre ad organizzarsi con altre donne di colore.
Le "Asian Sisters", emerse nel 1971 dall'"Asian American Political Alliance", sono state uno dei primi gruppi femministi di origini asiatiche con base a Los Angeles, che si è concentrato sull'intervento di aiuto alle giovani tossicodipendenti. Il "networking" tra asioamericane e le altre donne durante questo periodo ha incluso anche la partecipazione di un contingente di 150 militanti in rappresentazione alla "Vancouver Indochinese Women’s Conference", per operare con le donne dell'Indocina contro l'imperialismo statunitense. Il "Third World Liberation Front" è stato fondato invece nel 1968.

#### Storia
Dopo la Seconda guerra mondiale, quando le leggi sull'immigrazione cominciarono a cambiare, un numero crescente di donne asiatiche ha cominciato a migrare negli Stati Uniti e ad inserirsi nella forza lavoro. Le donne asiatiche che hanno lavorato nell'industria tessile e dell'abbigliamento hanno però dovuto affrontare la discriminazione di genere e il razzismo.
Dopo i movimenti femministi degli anni sessanta delle afroamericane e delle chicane, le attiviste asiatiche hanno iniziato a organizzare e partecipare a proteste assieme agli uomini asioamericani per combattere il razzismo e il classismo. Tuttavia, visto che la partecipazione delle donne asiatiche americane è diventata sempre più attiva, hanno affrontato il sessismo e hanno capito che molte delle organizzazioni non riconoscevano le loro necessità e lotte come donne.
Mentre le donne asiatiche credevano di affrontare le stesse problematiche sociali e di uguaglianza degli uomini asiatici, molti uomini asiatici non condividevano lo stesso sentimento.

#### Movimenti e personalità di rilievo asioamericane
A metà degli anni sessanta, quando sempre più donne asiatiche cominciarono ad immigrare negli Stati Uniti, esse si trovarono a fronteggiare la discriminazione di genere e il razzismo nella forza lavoro. Au Quon McElrath, che era una sindacalista cinese e attivista sociale, ha iniziato a organizzare e promuovere un aumento dei salari, migliori ambienti di lavoro, ulteriori benefici per la salute e il congedo parentale per le donne lavoratrici.
Quando le militanti asiatiche hanno cominciato a riconoscere la necessità di un movimento separato che affrontasse le questioni del sessismo, hanno cominciato a sviluppare una coscienza femminista e a fondare organizzazioni per lottare a favore dei diritti delle donne e contro il sessismo. Alcuni gruppi hanno sviluppato dei caucus all'interno di organizzazioni, come ad esempio l'"Organizzazione delle donne cinesi americane", che era un'organizzazione asiatica americana già esistente
All'interno del movimento artistico e culturale molte artiste come la poetessa Janice Mirikitani hanno acquistato una propria fama all'interno della comunità asiatica americana.

#### Femminismo asioamericano contemporaneo
Negli ultimi decenni il femminismo asioamericano e l'identità femminista continua a lottare a fianco della percezione asioamericana di essere parte di un modello di minoranza il quale ha influenzato e dato forma all'identità politica delle donne asiatiche come donne di colore negli Stati Uniti.
Inoltre gli accordi globali come il North American Free Trade Agreement e il General Agreement on Tariffs and Trade hanno modificato, almeno in parte, le dinamiche e le condizioni della forza lavoro all'interno degli ambienti occupazionali. Nell'economia mondiale capitalistica libera la tutela dei diritti e delle situazioni lavorative si è indebolita in una maniera drastica, in modo sproporzionato e svantaggioso per le donne ed in particolare per quelle di colore.

### Femminismo nativo americano
La "Women of All Red Nations" (WARN) è stata fondate nel 1974 ed è a tutt'oggi una delle organizzazioni femministe native americane il cui attivismo ha incluso la lotta contro la sterilizzazione nelle strutture sanitarie pubbliche, citando inoltre il governo federale per i suoi tentativi di vendere a privati l'acqua presente all'interno della Riserva indiana di Pine Ridge nel Dakota del Sud e creando corporazioni e facendo rete con i popoli indigeni del Guatemala e del Nicaragua.
WARN rifletteva un'intera generazione di militanti femministe native americane che avevano presieduto all'assunzione della direzione di Wounded Knee (Census-designated place), nella riserva Pine Ridge e altrove tra il 1973-76. Warn, assieme ad altre associazioni femministe, è cresciuta nel corso del tempo giungendo a lavorare con organizzazioni di minoranza di genere misto.
L'American Indian Movement è stato creato nel 1968 da Dennis Banks, George Mitchell e Mary Jane Wilson, un'attivista Anishinaabeg.

#### Storia
L'ideologia femminista nativa americana si concentra nell'affrontare due temi spesso trascurati; che le nazioni occidentali sono state propagatrici del colonialismo e che lo stesso è fautore dell'eteropatriarcato. La storia colonialista e il patriarcato americano influenzano in una maniera del tutto sproporzionata le esperienze delle donne native americane le quali si ritrovano costrette ad affrontare il "doppio fardello" del razzismo e del sessismo con conseguente discriminazione.
La storia del femminismo nativo americano è pertanto sempre stata intrecciata con i processi coloniali e con quelli dell'imperialismo.

#### Movimenti e personalità di rilievo native americane
A causa dei forti sentimenti anticoloniali e dell'esperienza unica del nativi americani come società colonizzata dai bianchi americani l'ideologia femminile è caratterizzata dal rifiuto della politica femminista Mainstream e del loro background. Nei primi anni novanta Annete Jaime in American Indian Women: At the Center of Indigenous Resistance in North America ha sostenuto che solamente le donne native che si sono assimilate si considerano anche femministe. Jeame afferma che sostenere l'uguaglianza di genere e la libertà politica delle donne native significa che il rifiuto della politica femminista è legato indissolubilmente con la storia degli Stati Uniti d'America.
Il movimento indigeno delle donne comporta anche la conservazione della spiritualità nativa e questo attraverso associazioni come "Women of All Red Nations" e l'"Indigenous Women's Network". La religiosità nativa comprende la contestualizzazione culturale dei ruoli di parentela tramite credenze, riti e cerimoniali culturali, rafforzando e preservando il legame "fluido" esistente tra l'individuo e la patria indigena.
L'aspettativa della spiritualità indigena si manifesta negli "archetipi organici femminili" come le immagini di corno di "Madre e Figlia", la "Ragazza Ragno" e la "Donna mutevole" dei Pueblo che si possono ivenire nei miti della Creazione.

#### Femminismo nativo americano contemporaneo
Le donne native americane muoiono a causa di violenza domestica in numero maggiore rispetto a tutti gli altri gruppi etnici. Il problema ha condotto molte femministe a rifiutare l'ipotesi e la nozione che le donne delle comunità native debbano continuare a difendere l'ideale del nazionalismo tribale, quando certi aspetti dello stesso ignorano del tutto le questioni rilevanti del sessismo e della liberazione femminile dalla colonizzazione.
Andrea Lee Smith, attivista per le donne di colore e native, ha organizzato la prima "Color of Violence: Violence against Women of Color Conference" durante la quale la nota studiosa afroamericana Angela Davis ha parlato di dominio coloniale e oppressione delle nazioni indigene, evidenziando e sottolineando l'esperienza della violenza contro le donne native. Davis ha inoltre fatto notare la natura di genere del processo legislativo e giudiziario negli Stati nazionali, nonché l'indissolubile legame tra governo federale e dominio maschile, razzismo, classismo e omofobia.
Nel femminismo nativo contemporaneo si è verificata anche un'emersione di forme e mezzi artistici politicamente significativi. L'arte combina la storia passata con quella attuale, affronta i temi del razzismo e del sessismo ed infine rompe la rappresentazione sociale e mediatica e gli stigmi delle persone di colore.

## Prospettive condivise
I vari movimenti femministi condividono alcune prospettive, mentre non sono d'accordo su altre. Ad esempio alcuni gruppi si differenziano sulla riflessione che la discriminazione contro le donne incida negativamente sugli uomini. Le teorizzazioni rappresentate dalle scrittrici Betty Friedan e Gloria Steinem considerano gli uomini oppressi dal proprio stesso ruolo di genere. "Fin dall'inizio Friedan aveva presentato il femminismo come una rivoluzione di ruolo sessuale attraverso cui sia gli uomini che le donne avrebbero potuto trarne giovamento. Infatti per Friedan il femminismo non era altro che un palcoscenico all'interno del più ampio movimento per i diritti umani".
Nel 1970 Gloria Steinem, redattrice di Ms. ed esponente più conosciuta di questa nuova forma di femminismo liberale ha implicato che la liberazione delle donne è stata anche la liberazione degli uomini "perché alcuni oneri considerati esclusivamente maschili non sarebbero stati più solo sopra le spalle degli uomini. Susan Faludi ha scritto in Stiffed: The Betrayal of the American Man del 1999: "con il mistero della disperazione degli uomini vi è la luce di un'apertura, un'opportunità per gli uomini di forgiare una ribellione commisurata alle donne e, nel corso di essa, creare un nuovo paradigma per l'uomo stesso. Un progresso che aprirà le porte per entrambi i sessi: è stato e continua ad essere il sogno femminista quello di creare un mondo più libero e più umano".
Ellen Willis, che confrontava l'economia al femminismo, considerava un'alleanza con gli uomini necessaria alla liberazione femminile. Florynce Kennedy ha scritto: "gli uomini sono indignati, spenti e spaventati dalla minaccia rappresentata dalle donne che potrebbero ritirare il loro consenso all'oppressione, perché - gli uomini - inconsciamente (e spesso consapevolmente) sanno che essi stessi sono oppressi".
Mary Wollstonecraft ha scritto nella Rivendicazione dei diritti della donna del 1792: "nei riguardi della circolazione di proprietà... la maggior parte dei mali e dei vizi che rendono questo mondo una scena così spaventosa per la mente contemplativa... Una classe preme su un'altra, perché tutti cercano di ottenere il dovuto rispetto nei confronti della proprietà... Mi chiedo se il mondo sia quasi, letteralmente, un rifugio di aggressori e oppressori". "Questi scrittori sono particolarmente utili, a mio avviso, perche fanno sentire l'uomo per quello che è, indipendentemente dalla condizione sociale che rappresenta o dal drappo di sentimenti fittizi che incarna". "Gli uomini non sono consapevoli della miseria che provocano e della debolezza viziata che nutrono, incitando le donne a rendersi soltanto piacevoli per i propri interessi". "Per dire la verità, non fremo solo per le anime delle donne, ma per l'intero genere umano, che tutti amano".
Altri movimenti considerano invece gli uomini soprattutto come la causa agente del sessismo. Mary Daly ha scritto: "il coraggio di essere logico - il coraggio di nominare - richiederebbe di ammettere a noi stessi che i maschi e solo i maschi sono gli originatori, i pianificatori, i controllori e i legittimimatori del patriarcato: il Patriarcato è la patria dei maschi; Padre Terra e gli uomini sono i suoi agenti".
Le "Redstockings" hanno dichiarato: "identifichiamo gli agenti della nostra oppressione negli uomini... Essi dominano le donne, pochi uomini dominano il resto... Tutti gli uomini ricevono vantaggi economici, sessuali e psicologici dalla supremazia maschile. Tutti hanno sempre oppresso le donne".
In una posizione meno chiara Kate Millett ha scritto in Sexual Politics del 1969: "lo schizzo seguente... deve essere considerato un tentativo più che imperfetto... La società occidentale attuale, come del resto tutte le altre civiltà storiche, è un patriarcato... Il fatto diventa immediatamente evidente se si ricorda che... ogni via del potere all'interno della società... è interamente nelle mani maschili... Se uno assume il governo patriarcale per essere l'istituzione per mezzo della quale l'intera popolazione femminile è controllato dalla metà maschile, i principi del patriarcato sembrano essere duplicati: il maschio domina la femmina, il maschio più anziano domina sul più giovane. Tuttavia, proprio come per qualsiasi altra istituzione umana... Contraddizioni e eccezioni esistono all'interno del sistema stesso".

## Critiche
Secondo Linda Zerilli e Donna Haraway, le "tassonomie" del femminismo possono creare dicotomie artificiali includendovi discorsi femministi che ostacolano seriamente i discorsi politici costruttivi sulla soggettività femminile.